# Tul'skij (Adighezia)
Tul'skij (in russo Тульский?), è una località della Repubblica autonoma dell'Adighezia, in Russia, capoluogo del Maikopskij rajon, che sorge sulla riva del Belaja, a 7 chilometri da Majkop. La popolazione al censimento del 2007 era di 10.400 abitanti